# 291633 Heyun
291633 Heyun este o planetă minoră (asteroid) din centura de asteroizi. A fost descoperită pe 19 aprilie 2006 la Lulin Observatory⁠(d) de Ye Quanzhi⁠(d). 
Obiectul prezintă o orbită caracterizată de o semiaxă mare de 3,1108440159863 UAi, o excentricitate de 0,15, o înclinație de 12,7 ° în raport cu ecliptica.